# Riu Urika

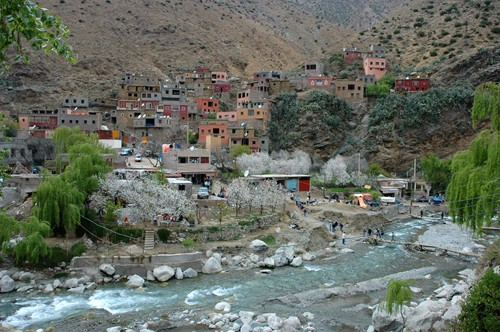
El riu Urika al seu pas per Setti Fatma

El riu Urika (àrab: أوريكا, Ūrīkā; francès: Ourika) és un riu del Marroc. Neix al Gran Atles i durant el seu camí flueix a través de la vall de l'Urika, a uns 30 km de Marràqueix.
A l'extrem occidental d'Agadir conté un massís compost d'elements cretacis i juràssics erosionats en profundes valls fluvials que configuren l'ecoregió de l'Estepa de l'Alt Atles de ginebre mediterrani.